# Celastrina mauretanica
Celastrina mauretanica är en fjärilsart som beskrevs av Rothschild 1925. Celastrina mauretanica ingår i släktet Celastrina och familjen juvelvingar. Inga underarter finns listade i Catalogue of Life.